# Ceilán británico
El Ceilán británico (en cingalés: බ්‍රිතාන්‍ය ලංකාව, Brithānya Laṃkāva; en tamil: பிரித்தானிய, Birithaniya Ilangai) fue una colonia de la Corona británica que abarcó la actual Sri Lanka entre 1815 y 1948. Inicialmente el área no incluía el Reino de Kandy, que era un protectorado, pero de 1817 a 1948 las posesiones británicas se expandieron por toda la isla de Ceilán.

## Historia

### Antecedentes
Antes del comienzo del gobierno neerlandés, la isla de Ceilán estaba dividida entre el Imperio portugués y el Reino de Kandy, quienes se encontraban en medio de una guerra por el control de la isla en su conjunto. La isla atrajo la atención de la recién formada República de los Países Bajos cuando fueron invitados por el rey cingalés a luchar contra los portugueses. Pronto se impuso el dominio holandés sobre gran parte de la isla.
A finales del siglo XVIII, los neerlandeses, debilitados por sus guerras contra EL Reino Unido, fueron conquistados por la Francia napoleónica y sus líderes se convirtieron en refugiados en Londres. Sin poder gobernar su parte de la isla de manera efectiva, los neerlandeses transfirieron el gobierno de la misma a los británicos, aunque esto estaba en contra de los deseos de los neerlandeses que residían allí. La captura de la isla produjo inmediatamente 300.000 libras esterlinas en bienes, así como la adquisición de las plantaciones de canela, lo que lo convirtió en una valiosa empresa.

### Guerra de Kandy
Tan pronto como el Reino Unido ocupó las partes de Ceilán controladas por los neerlandeses, quisieron expandir su nueva esfera de influencia al hacer del reino natal de Kandy un protectorado, una oferta rechazada inicialmente por el rey del estado. Aunque la administración neerlandesa anterior no había sido lo suficientemente fuerte como para amenazar el reinado de los reyes de Kandy, los británicos eran mucho más poderosos. La negativa de Kandy a aceptar un protectorado condujo finalmente a la guerra, que terminó con la capitulación de los kandyanos.

### Convención de Kandy
El gobierno del rey Sri Vikrama Rajasinghe no fue favorecido por sus jefes. El rey, que era de ascendencia india del sur, se enfrentó a poderosos jefes e impulsó medidas crueles para reprimir su popularidad con la gente. Los jefes cingaleses organizaron un golpe exitoso en el que aceptaron a la Corona británica como su nuevo soberano. Esto puso fin a la existencia del reino de Kandy y el rey Rajasinghe fue tomado como prisionero, poniendo fin a su esperanza de que los británicos le permitieran retener el poder. El tratado de Kandy que se firmó en 1815 se llamó la Convención de Kandy y estableció los términos bajo los cuales los kandyanos vivirían como un protectorado británico. La religión budista debía ser protegida por la Corona y el cristianismo no se impondría a la población, como sucedió durante el gobierno portugués y neerlandés. La Convención de Kandy es un documento legal importante porque específica las condiciones que los británicos administraban el territorio de Kandy.

### Rebelión de Uva
A las familias gobernantes de Kandy les llevó menos de dos años darse cuenta de que la autoridad del gobierno británico era fundamentalmente diferente a la de la dinastía Nayakkar (depuesta). Pronto los kandyanos se rebelaron contra los británicos y emprendieron una guerra de guerrillas. El descontento con las actividades británicas pronto se convirtió en una rebelión abierta, que comenzó en el ducado de Uva en 1817, llamada la rebelión de Uva, también conocida como la tercera guerra de Kandy, cuando, según una disertación escrita por JB Müller, los gobernantes británicos mataron a todos los habitantes de la región de Uva-Wellassa. La causa principal de la rebelión fue el fracaso de las autoridades británicas en proteger y defender las tradiciones budistas tradicionales, que los isleños consideraban como parte integral de sus vidas.
La rebelión, que pronto se convirtió en una guerra de guerrillas del tipo que los kandyanos habían combatido contra las potencias europeas durante siglos, se centró en la nobleza kandyana y su infelicidad con los desarrollos bajo el dominio británico desde 1815. Sin embargo, fue el último levantamiento de este tipo y la brutal respuesta del Reino Unido masacrando a los rebeldes, como una advertencia al resto de la comunidad de Sri Lanka, lo que permitió la anexión del Reino de Kandy a Ceilán británico en 1817.

### Desarrollo

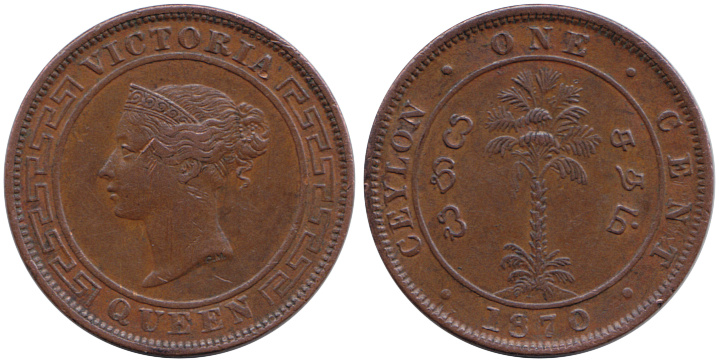
1 centavo 1870. Desde 1870, se han acuñado monedas de cobre de ¼, ½, 1 y 5 centavos y monedas de plata de 10, 25 y 50 centavos para la isla en la Royal London Mint.

Sivasundaram sostiene que los británicos utilizaron el conocimiento geográfico para derrotar a los retenes kandyanos en las zonas montañosas y selváticas del centro de Ceilán. Usaron informantes locales y topógrafos británicos para trazar un mapa de la isla, luego construyeron una red de carreteras para abrir la región central. Esto hizo posible la producción de exportación de la agricultura de plantación, así como un control militar más estricto.
Con sus puertos comerciales de Trincomalee y Colombo, la colonia era una de las únicas fuentes de canela en el mundo. La especia era extremadamente valiosa, y la Compañía Británica de las Indias Orientales comenzó a cultivarla a partir de 1767, pero Ceilán siguió siendo el principal productor hasta finales del siglo XVIII.
La colocación del ferrocarril se llevó a cabo durante la gobernación de Sir Henry Ward. La apertura de plantaciones de café y té, los planes de desarrollo vial, el establecimiento de hospitales y casas de maternidad en toda la isla, fueron solo algunas de las obras principales emprendidas por los británicos que gobernaron Sri Lanka.